# Antonín Barák
Pour les articles homonymes, voir Barak.
Antonín Barák, né le 3 décembre 1994 à Příbram en Tchéquie, est un footballeur international tchèque qui évolue au poste de milieu offensif au sein du club turc de Kasımpaşa SK, en prêt de l'ACF Fiorentina.

## Biographie

### En club
Il joue cinq matchs en Ligue Europa avec l'équipe du Slavia Prague.
Le 17 septembre 2020 Antonín Barák est prêté pour une saison à l'Hellas Vérone avec obligation d'achat sous certaines conditions,.
Le 16 janvier 2021, il inscrit un triplé en Seria A face à l'US Sassuolo. Il permet ainsi à son équipe de s'imposer par quatre buts à deux. C'est la première fois qu'il inscrit trois buts dans un match. Il en est à ce moment-là de la saison à huit buts, un record pour lui sur une saison.
Le 26 août 2022, Antonín Barák rejoint l'ACF Fiorentina. Il arrive sous la forme d'un prêt d'une saison avec obligation d'achat sous certaines conditions. Il décide de porter le numéro 72,.
Barák inscrit son premier but pour la Fiorentina le 8 septembre 2022, à l'occasion d'une rencontre de Ligue Europa Conférence 2022-2023 face au FK RFS. Titularisé, il ouvre le score sur un service de Cristiano Biraghi mais les deux équipes se neutralisent finalement (1-1 score final).

### En équipe nationale
Avec les espoirs, il participe au championnat d'Europe espoirs en 2017. Lors de cette compétition, il ne joue qu'un seul match, face à l'Allemagne.
Il joue son premier match en équipe de Tchéquie le 15 novembre 2016, en amical contre le Danemark. À cette occasion, il inscrit son premier but en sélection (score : 1-1 à Mladá Boleslav).
Le 26 mars 2017, il inscrit un doublé contre l'équipe de Saint-Marin, lors d'un match entrant dans le cadre des éliminatoires du mondial 2018 (victoire 0-6 à Serravalle). Il marque son quatrième but le 5 octobre 2017, contre l'équipe d'Azerbaïdjan, lors de ces mêmes éliminatoires (victoire 1-2 à Bakou).
Il inscrit son cinquième but contre le Qatar en amical le 11 novembre 2017 (victoire 0-1 à Doha). Trois ans plus tard, il dispute sa première compétition internationale lors de l'Euro 2020.
Il est retenu dans la liste des 26 joueurs tchèques du sélectionneur Ivan Hašek pour participer à l'Euro 2024. Remplaçant sur l'ensemble des matchs (Portugal, Turquie et Géorgie), il sera éliminé avec son équipe dès le premier tour. 

## Palmarès
Antonín Barák est champion de Tchéquie en 2017 avec le Slavia Prague. Avec la Fiorentina, il est finaliste de la Ligue Europa Conférence en 2023.